# No Such Thing (película)
No Such Thing es una película que se estrenó en 2001 y fue dirigida por Hal Hartley. Cuenta la historia de Beatriz (Sarah Polley), una periodista sensacionalista cuyo novio es asesinado por un monstruo en Islandia.
La película se proyectó en la sección Un certain regard del Festival de Cine de Cannes del año 2001.

## Reparto
- Sarah Polley como Beatriz.
- Robert John Burke como Monstruo.
- Helen Mirren como la jefa.
- Julie Christie como la Dra. Anna
- Baltasar Kormákur como el Dr. Artaud